# IFK Täby Landhockey
IFK Täby Landhockey är en sektion inom klubben IFK Täby som utövar landhockey och indoorhockey. Sektionen bildades 1994 och består idag av ett herrlag, ett damlag och ett juniorlag.
Herrlaget är det lag som har varit mest framgångsrikt i klubben, med två SM-segrar i landhockey, 2007 och 2008.